# Hugues de Vienne (comte)
Pour les articles homonymes, voir Hugues de Vienne.
Hugues IV de Neublans, alias Hugues d'Antigny, devenu Hugues de Vienne, est le fondateur de la lignée franc-comtoise des comtes de Vienne qui va perdurer jusqu'au XVIIIe siècle sous le nom de Maison de Vienne, en fournissant de nombreux prélats et militaires dont l'amiral Jean de Vienne.

## Biographie
Hugues est le fils d'Hugues III de Neublans d'Antigny, seigneur de Pagny, Pouilly, Seurre et St-Georges (motte castrale puis faubourg méridional de Seurre débordant sur Jallanges), Montmorot en partie (le Bourg-dessus), et de Béatrix de Bourgogne-Mâcon-Vienne, fille du comte Guillaume IV de Vienne et de Mâcon, lui-même arrière-petit-fils du comte Étienne Tête Hardie, comte de Bourgogne, de Vienne et de Mâcon. 
Il est seigneur de Pagny après la mort de son père.
En 1247, son frère Henri (II de Vienne), souche des seigneurs de Sainte-Croix (Henri Ier) de la Maison d'Antigny, hérite le titre de comte de Vienne de leurs oncles maternels Henri (Ier) et Guillaume (V) de (Mâcon)-Vienne, frères de leur mère Béatrice, morts sans postérité. Henri décédant en 1250, le titre de Vienne échoit à Hugues et passera à son épouse Alix à sa mort vers 1277.
Il adopte le nom et les armes de l'ancienne Maison de Vienne (branche des comtes anscarides de Bourgogne et de Mâcon, dont il descend par sa mère Béatrice), comme l'atteste une lettre de 1257 adressée aux doyen et Chapitre de Lyon.
Le 21 janvier 1263, Jean de Bernin, alors archevêque de Vienne, acquit d'Hugues sa part du comté de Vienne ainsi qu'un palais près du monastère de Saint-Pierre. Malgré cette vente, Hugues garda le titre de « comte de Vienne » jusqu'à sa mort.
En 1265, Hugues reprend en fief de ses cousins les comtes palatins de Bourgogne, les terres de Longepierre et de Mornant. En 1266, il fait un échange de terre considérable avec son suzerain, le duc de Bourgogne.

## Famille
Hugues épouse Alix (Alais) de Faucogney (1220-1285), dame de Pouilly-sur-Saône (probablement en douaire de son mari : Pouilly et sa région sont des fiefs des Neublans-Ste-Croix), fille d'Aimon III de Faucogney. Des auteurs, comme Père Anselme, lui donnent pour femme Alix/Alais de Villars († 1302), dame de Pouilly, fille d'Humbert III ou IV.
Le couple a de nombreux enfants :
- Philippe II l'Aîné, duquel sont issus les seigneurs de Pagny, de Saint-Georges et de Longvy : il épouse (1, 1259), Agnès de Bourgogne-Comté de Chalon (1240-1286), fille du comte Hugues) ; (2) Jeanne de Genève, fille du comte de Genève Aymon II et d'Agnès de Montfaucon-Montbéliard.
- Jean, initiateur de la branche des seigneurs de Mirebel et de Roulans, qui épouse Agathe ou Comtesson (†1302) de Genève, sœur de la précédente[5].
- Guillaume.
- Hugues, seigneur de Pymont
- Gérard, chevalier de Saint-Jean de Jerusalem, Grand prieur de France (1280).
- Jean, seigneur de Mirebel.
- Gille, dame de Rougemont.
- Agathe Égidie, dame de Saint-Loup.